# Salinas de Lomerío
Salinas de Lomerío ist eine Ortschaft im Departamento Santa Cruz im Tiefland des südamerikanischen Anden-Staates Bolivien.

## Lage im Nahraum
Salinas de Lomerío ist drittgrößte Ortschaft des Landkreises (bolivianisch: Municipio) San Antonio de Lomerío in der Provinz Ñuflo de Chávez. Die Ortschaft liegt auf einer Höhe von 281 m am linken, östlichen Ufer des Quebrada Bella Vista wenige Kilometer nordöstlich seiner Mündung in den Río San Julián.

## Geographie
Salinas de Lomerío liegt im bolivianischen Tiefland in der Region Chiquitania, einer in weiten Regionen noch wenig besiedelten Landschaft zwischen Santa Cruz und der brasilianischen Grenze.
Das Klima der Region ist ein semi-humides Klima der warmen Subtropen. Die monatlichen Durchschnittstemperaturen schwanken im Jahresverlauf nur geringfügig zwischen 20 °C in den Wintermonaten Juni und Juli mit kräftigen kalten Südwinden, und etwa 25 °C von Oktober bis Februar (siehe Klimadiagramm San Javier). Die jährliche Niederschlagsmenge liegt im langjährigen Mittel bei etwa 1000 mm, die vor allem in der Feuchtezeit von November bis März fällt, während die ariden Monate von Juni bis September Monatswerte zwischen 25 und 50 mm aufweisen.

## Verkehrsnetz
Salinas de Lomerío liegt in einer Entfernung von 196 Straßenkilometern nordöstlich von Santa Cruz, der Hauptstadt des Departamentos.
Von Santa Cruz aus führt die asphaltierte Fernstraße Ruta 4/Ruta 9 in östlicher Richtung über Cotoca nach Puerto Pailas, überquert den Río Grande und teilt sich vierzehn Kilometer später in Pailón. Von hier aus führt die Ruta 4 über 587 Kilometer bis Puerto Suárez an der brasilianischen Grenze, die Ruta 9 führt über die Ortschaft Cuatro Cañadas nach Norden bis Guayaramerín. In Cuatro Cañadas zweigt die Ruta 39 nach Osten ab und erreicht nach 95 Kilometern Salinas de Lomerío, von wo aus eine Landstraße in nördlicher Richtung nach San Antonio de Lomerío führt.

## Bevölkerung
Die Einwohnerzahl der Ortschaft ist in den vergangenen zwei Jahrzehnten auf fast das Doppelte angestiegen:
| Jahr | Einwohner | Quelle       |
| ---- | --------- | ------------ |
| 1992 | 234       | Volkszählung |
| 2001 | 369       | Volkszählung |
| 2012 | 405       | Volkszählung |

Die Region weist einen deutlichen Anteil an indigener Bevölkerung auf, im Municipio San Antonio sprechen 41,6 Prozent der Bevölkerung indigene Sprachen.